# 廣畑敦也
- 広畑敦也

廣畑 敦也（ひろはた あつや、 1997年12月3日 - ）は、岡山県倉敷市出身のプロ野球選手（投手）。右投右打。千葉ロッテマリーンズ所属。

## 経歴

### プロ入り前
岡山県倉敷市で生まれ、親の転勤で香川県に移住し、高松市立屋島小学校3年生のときに『屋島源平ウイングス』で野球を始めた。当初は捕手としてプレーしており、1学年上の塹江敦哉とバッテリーを組んでいた。6年時は二塁手兼投手としてプレーし、親の仕事の都合で岡山に戻ると、岡山市立京山中学校では軟式野球部に所属。投手を中心にプレーし、3年時には岡山市選抜に選出され、中国大会に出場した。
岡山県立玉野光南高等学校では、1年夏にチームは第95回全国高等学校野球選手権大会に出場したが、廣畑自身はベンチ外であった。2年秋からチームのエースとなったが、3年夏の岡山学芸館との準決勝では、9回裏に逆転サヨナラ負けを喫した。甲子園出場経験はなし。
帝京大学へ進学すると、1年春からベンチ入り。4年秋には最速151km/hを計測したが、プロ志望届は提出しなかった。大学4年間ではリーグ戦通算31試合5勝9敗
大学卒業後は三菱自動車工業に入社。水島製作所総務渉外部に配属され、一般社員と同じ業務をこなしながらプレーを続けていた。同社野球部の三菱自動車倉敷オーシャンズでは、1年目に都市対抗に出場。1回戦で前年優勝のJFE東日本と対戦し、自己最速の154km/hを計測して完投勝利を挙げた。2回戦ではリリーフとして好投し、この試合でチームは敗退したが、2試合計12回1/3を1失点という好成績で自身は若獅子賞を受賞した。2年目の夏に出場した日本選手権では、日本新薬との初戦に敗れた。
2021年10月11日に開催されたドラフト会議では、千葉ロッテマリーンズから3位指名を受け、12月4日に契約金6000万円、年俸1150万円（金額は推定）で契約を結んだ。背番号は30。

### ロッテ時代
2022年は春季キャンプをAチームでスタートし、開幕も一軍で迎えた。3月31日の福岡ソフトバンクホークス戦でプロ初登板となり、内野安打2本を許しながらも1イニングを無失点に抑えた。4月5日の北海道日本ハムファイターズ戦では2点リードの7回裏、無死一・二塁という場面から登板し、無失点で切り抜ける好救援でプロ初ホールドを記録した。ただ、翌6日の同カードでは同点の9回裏、無死一塁という場面から登板するも、ライト前ヒットを打たれて無死一・三塁。続く宇佐見真吾をレフト線へのフライに打ち取るも、髙部瑛斗が判断ミスで捕球せずに打球を見送ってしまい、これがサヨナラ適時打となり、敗戦投手はタイロン・ゲレーロに記録されたものの、一死も奪えずに救援失敗。その後も打ち込まれる試合が目立ち、5月1日に出場選手登録を抹消された。同11日に再登録されたが、6月3日の読売ジャイアンツ戦で2点ビハインドの8回裏から登板するも、6安打5失点（自責点2）の乱調で二死しか奪えずに降板し、翌4日に登録抹消。二軍では7月23日に開催されたフレッシュオールスターに選出され、当日は8番手として1イニングを三者凡退に抑えた。7月29日に特例2022の代替指名選手として一軍に昇格し、同日のオリックス・バファローズ戦で延長11回表から登板。続投した12回表は一死一塁からゲッツー性のセカンドゴロを打たせるも、ショート藤岡裕大の一塁への送球が逸れ、残った走者が廣畑の牽制球で飛び出すも、ファースト菅野剛士の悪送球で進塁を献上（記録は盗塁）。二死二塁から一・二塁間やや深めの位置へゴロを打たせるも、セカンド中村奨吾の悪送球で決勝点を許し（記録は内野安打と悪送球）、記録上の失策は1つのみながら、事実上1イニングで3つの悪送球という不運に見舞われ、2回3安打1四球1失点（自責点0）という内容でプロ初黒星を喫した。ただ、その後はシーズン終了まで一軍に帯同し、特にロングリリーフで存在感を見せた。ルーキーイヤーは一軍で30試合にリリーフ登板し、ストレート被打率.377（被本塁打5）とストレートの質に課題は残したものの、0勝1敗2ホールド・防御率4.91を記録。シーズン終了後に参加したフェニックスリーグでは先発も経験した。オフに500万円増となる推定年俸1700万円で契約を更改した。
2023年も開幕一軍入りを果たし、4月1日のソフトバンク戦でシーズン初登板となったが、1回3安打1四球2失点と振るわず、この1試合のみで同5日に出場選手登録を抹消された。5月5日に再登録されると、同18日のオリックス戦はブルペンデーの1番手としてプロ初先発し、2回1安打3奪三振無失点という内容で役割を果たした。5月21日の東北楽天ゴールデンイーグルス戦では予告先発の森遼大朗が背中の張りで先発登板を回避し、急遽この週2度目のブルペンデーとなった。「前回先発で何もつかない場面で投げたので、（今回は）勝ち投手になれるかなと思って」と吉井理人監督の配慮もあり、2点リードの2回裏から2番手として登板し、3回3安打2四球1奪三振1失点という内容でリードを守ると、チームが同点に追いつかれることなく勝利したことにより、廣畑にプロ初勝利が記録された。ただ、その後の2登板ではいずれも失点を喫し、6月4日に出場選手登録を抹消されて以降は一軍登板がなく、この年は8試合（1先発）の登板で1勝1敗・防御率5.73という成績にとどまった。オフに200万円減となる推定年俸1500万円で契約を更改した。
2024年は開幕を二軍で迎え、イースタン・リーグで7試合に登板し、防御率4.24と二軍でも不安定な投球が目立った。ただ、5月15日の二軍戦以降は5試合・10回2/3を投げ、無失点に抑え、6月9日に出場選手登録。7月10日の楽天戦では18-2で迎えた7回表から登板し、3回3失点ながらもプロ初セーブが記録された。同15日に出場選手登録を抹消されて以降は、一軍再昇格を果たせずにシーズンを終えたものの、この年は8試合の登板で0勝0敗2ホールド1セーブ・防御率3.18を記録。オフに100万円増となる推定年俸1600万円で契約を更改した。

## 選手としての特徴
しっかりタメが利いた縦ぶりの投球フォームから、回転数の多いストレートにカットボール・スライダー・カーブ・スプリット・チェンジアップと多彩な球種を操る。
ストレートの最速はアマチュア時代に154km/h、プロ入り後は153km/hを計測している。

## 人物
父親が東京ヤクルトスワローズの熱烈なファンであり、その影響で自身もヤクルトファンとして育った。自身の名前の「敦也」と弟の名前の「臣吾」はそれぞれ古田敦也、高津臣吾が由来である。

### 趣味
大学時代からギターを弾くことが趣味。ロッテ入寮時には報道陣の前で、あいみょんの「マリーゴールド」の弾き語りを行った。そのため、千葉ロッテマリーンズの公式プロフィールには「あつみょん」がニックネームとして登録されている。また、ほかにも長渕剛の「乾杯」などを演奏することができる。
大のコーヒー好き。コーヒースペシャリストの資格や本格的なドリップコーヒーの機器を持っており、寮や春季キャンプでは自室でチームメイトに挽き立てのコーヒーを振る舞っている。
アイドルグループ26時のマスカレイドの大ファンで、2022年10月30日に行われた解散コンサートには関係者として祝花を贈り、登場曲も26時のマスカレイドの曲を複数使用し、解散してもそれは継続している。

## 詳細情報

### 年度別投手成績
| 年 度     | 球 団     | 登 板 | 先 発 | 完 投 | 完 封 | 無 四 球 | 勝 利 | 敗 戦 | セ 丨 ブ | ホ 丨 ル ド | 勝 率 | 打 者 | 投 球 回 | 被 安 打 | 被 本 塁 打 | 与 四 球 | 敬 遠 | 与 死 球 | 奪 三 振 | 暴 投 | ボ 丨 ク | 失 点 | 自 責 点 | 防 御 率 | W H I P |
| --------- | --------- | ----- | ----- | ----- | ----- | -------- | ----- | ----- | -------- | ----------- | ----- | ----- | -------- | -------- | ----------- | -------- | ----- | -------- | -------- | ----- | -------- | ----- | -------- | -------- | ------- |
| 2022      | ロッテ    | 30    | 0     | 0     | 0     | 0        | 0     | 1     | 0        | 2           | .000  | 171   | 36.2     | 48       | 5           | 15       | 2     | 2        | 29       | 2     | 0        | 25    | 20       | 4.91     | 1.72    |
| 2023      | ロッテ    | 8     | 1     | 0     | 0     | 0        | 1     | 1     | 0        | 0           | .500  | 50    | 11.0     | 14       | 1           | 5        | 1     | 0        | 11       | 0     | 0        | 7     | 7        | 5.73     | 1.73    |
| 2024      | ロッテ    | 8     | 0     | 0     | 0     | 0        | 0     | 0     | 1        | 2           | .000  | 47    | 11.1     | 13       | 0           | 0        | 0     | 0        | 9        | 2     | 0        | 5     | 4        | 3.18     | 1.15    |
| 通算：3年 | 通算：3年 | 46    | 1     | 0     | 0     | 0        | 1     | 2     | 1        | 4           | .333  | 268   | 59.0     | 75       | 6           | 20       | 3     | 2        | 49       | 4     | 0        | 37    | 31       | 4.73     | 1.61    |

- 2024年度シーズン終了時

### 年度別守備成績
| 年 度 | 球 団  | 投手  | 投手  | 投手  | 投手  | 投手  | 投手     |
| 年 度 | 球 団  | 試 合 | 刺 殺 | 補 殺 | 失 策 | 併 殺 | 守 備 率 |
| ----- | ------ | ----- | ----- | ----- | ----- | ----- | -------- |
| 2022  | ロッテ | 30    | 1     | 4     | 0     | 1     | 1.000    |
| 2023  | ロッテ | 8     | 0     | 4     | 0     | 0     | 1.000    |
| 2024  | ロッテ | 8     | 0     | 1     | 0     | 0     | 1.000    |
| 通算  | 通算   | 46    | 1     | 9     | 0     | 1     | 1.000    |

- 2024年度シーズン終了時

### 記録
初記録
- 初登板：2022年3月31日、対福岡ソフトバンクホークス3回戦（ZOZOマリンスタジアム）、7回表に3番手で救援登板、1回無失点[16]
- 初ホールド：2022年4月5日、対北海道日本ハムファイターズ1回戦（札幌ドーム）、7回裏に3番手で救援登板、1回無失点[17]
- 初奪三振：同上、7回裏にアリスメンディ・アルカンタラから空振り三振
- 初先発登板：2023年5月18日、対オリックス・バファローズ8回戦（ZOZOマリンスタジアム）、2回無失点で勝敗つかず[43]
- 初勝利：2023年5月21日、対東北楽天ゴールデンイーグルス7回戦（楽天モバイルパーク宮城）、2回裏に2番手で救援登板、3回1失点[46]
- 初セーブ：2024年7月10日、対東北楽天ゴールデンイーグルス13回戦（ZOZOマリンスタジアム）、7回表に2番手で救援登板・完了、3回3失点[56]

### 背番号
- 30（2022年[13] - ）